# Linkerlong

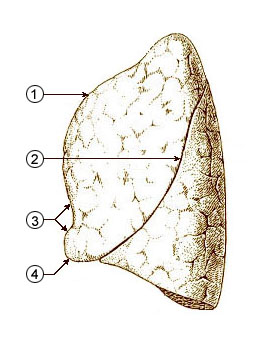
De linkerlong van de laterale (linker) zijde

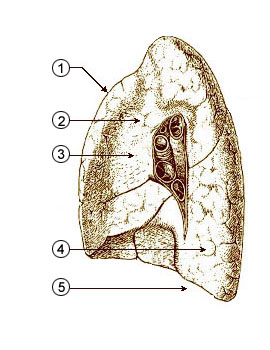
De linkerlong van de mediale zijde

De linkerlong (pulmo sinister) is de linkerhelft van de longen. Hij is verdeeld in een boven- en een onderkwab, en onderscheidt zich daarmee van de rechterlong, die groter is en een boven-, een midden- en een onderkwab heeft. Dit verschil wordt veroorzaakt doordat het hart vanwege zijn schuine ligging met de onderzijde in de linkerhelft van de borstkas steekt.
Een kleine minderheid van de mensheid - circa 5% - heeft een linkerlong met drie kwabben.
Niet alleen zoogdieren, maar ook reptielen hebben twee longen. Bij de meeste slangen is de linkerlong echter rudimentair of zelfs geheel verdwenen. Bij wormhagedissen is juist de rechterlong verdwenen en is alleen de linkerlong nog functioneel.